# Alfa Romeo 4C
Alfa Romeo 4C er en kompakt, baghjulstrukket letvægtssportsvogn med chassis bygget i kulfiber og en vægt på kun 895kg. 
Konceptmodellen blev præsenteret på biludstillingen i Geneve i 2011 og kørte som følgevogn efter deltagerne i Mille Miglia samme år.
Produktionsmodellen blev lanceret i 2013 og cabrioletversionen Spider i 2015.